# Félix Lafuente
Félix Lafuente Tobeñas (Huesca, 1865-Huesca, 1927) fue un pintor español, escenógrafo y paisajista.

## Biografía
Nacido el 20 de noviembre de 1865 en Huesca, comenzó estudiando latines, que pronto abandonó por la pintura. Lafuente, que se instaló en 1884 en Madrid, fue pintor escenógrafo y aprendiz de Giorgio Bussato, en cuyo taller trabajó.

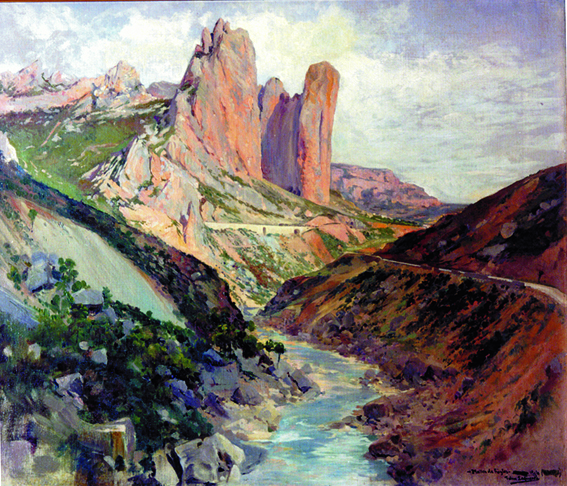
Vista de los Mallos de Riglos

Dedicado a la pintura del paisaje, abandonó la capital en 1893 y marchó a de vuelta a Huesca. También residió en Zaragoza, donde habría dejado, en opinión de Ramón Acín, lo mejor de su arte. Recorrió Aragón pintando paisajes de la región, como por ejemplo dos vistas de los Mallos de Riglos. Retornado a Huesca en 1916, falleció en la madrugada del 9 de octubre de 1927, o el día 8, en su ciudad natal. Por entonces padecía una parálisis progresiva que le había impedido pintar durante sus últimos años de vida.
En una entrevista declaró que sus pintores favoritos eran Zuloaga y Sorolla.